# Simon Spruyt
 Simon Godfried Frederik Spruyt (Perk, 16 april 1978) is een Belgische stripauteur.

## Levensloop
Spruyt volgde de opleiding Grafische Vormgeving aan de Sint-Lukashogeschool in Brussel en begon destijds aan een eerste uitgave met scenarist Fritz Van den Heuvel. Hij studeerde af in 2005. Aanvankelijk werkte Spruyt een tijdje ook als nachtreceptionist in een Leuvens hotel, maar wegens het succes van zijn strips werd hij rond 2006 voltijds striptekenaar. Spruyts werk verscheen onder meer in de tijdschriften Demo, Ink., Zone 5300 en Myx. Hij tekende ook in het tijdschrift Zone 02 onder het pseudoniem Zlatan Magazurski.
In 2016 maakte hij deel uit van de redactie van het tijdschrift Stripgids, maar wegens tijdsgebrek stopte hij er na een nummer mee.

## Waardering
Spruyt ontving in 2006 een Stripschappenning voor het eerste album van De Bamburgers. In 2007 werd hij genomineerd voor de Bronzen Adhemar. Vervolgens was Spruyt in 2008 een van de winnaars van de Stripstrijd, een wedstrijd van Knack Focus. Zijn album SGF won dan in 2011 een Stripvos voor het beste Nederlandstalige stripalbum. In 2014 ontving Spruyt de Willy Vandersteenprijs voor Junker.

## Verder lezen
- De Weyer, Geert (2009). Loslopend wild: De nieuwe generatie Vlaamse stripauteurs. Oogachtend, Leuven. ISBN 978-9-077-54948-3.